# ポピュラーサイエンス

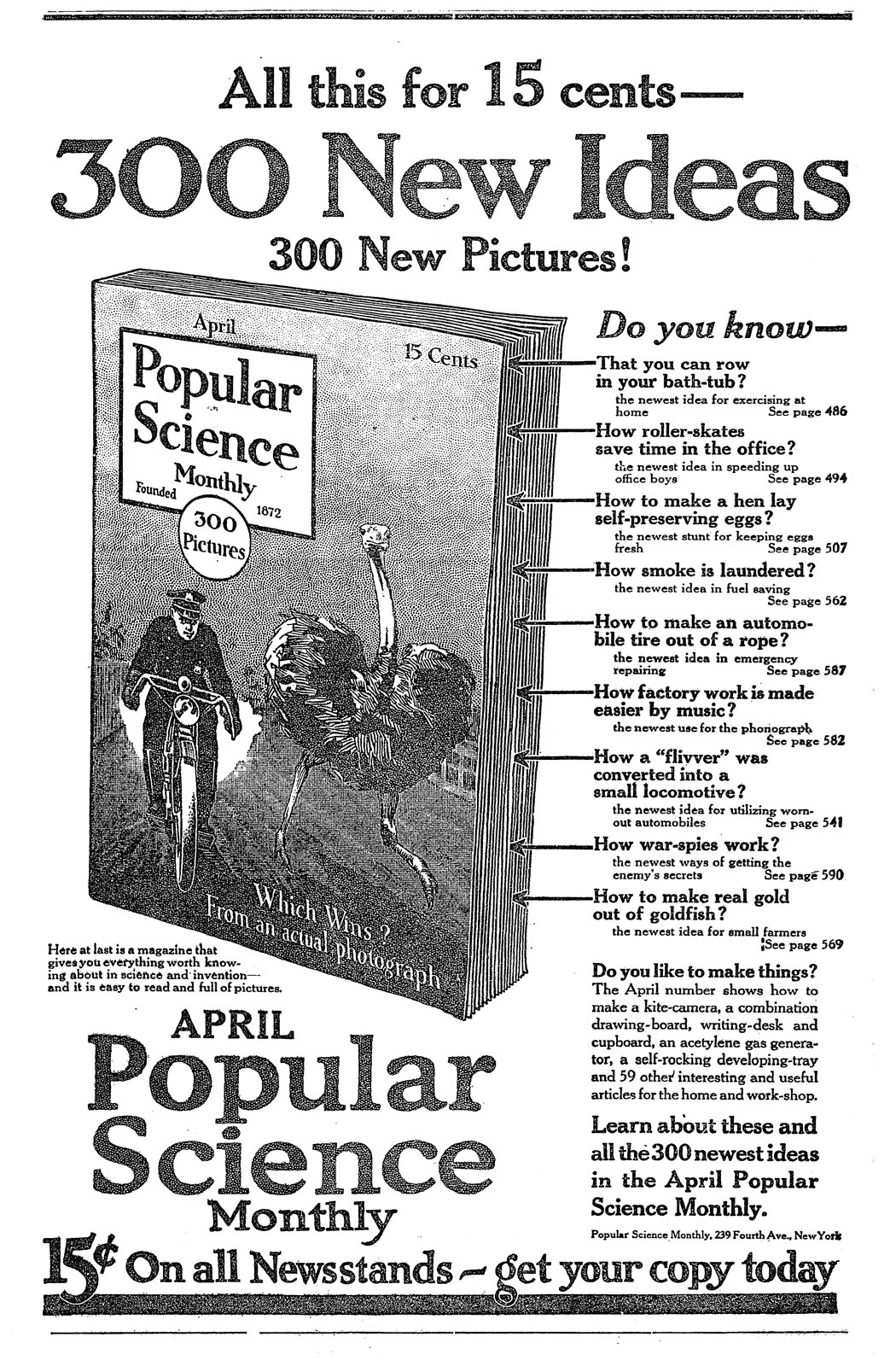
1916年の広告

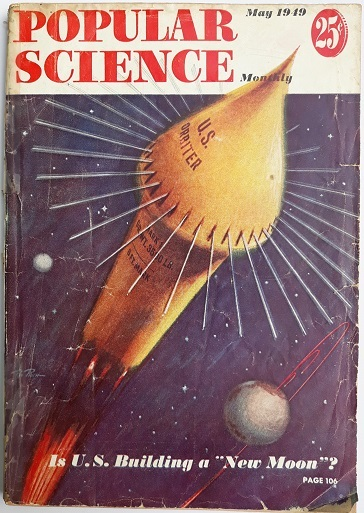
Is U.S Building a "New Moon"?, May 1949

『ポピュラーサイエンス』（Popular Science）は、アメリカ合衆国で発行されている季刊の通俗科学雑誌であり、大衆向けの科学技術をテーマにした記事を掲載している。PopSciと略称される。
『ポピュラーサイエンス』はこれまでに58以上の賞を受賞しており、その中には、アメリカ雑誌編集者協会による賞（2003年の一般優秀賞、2004年の雑誌部門最優秀賞、2019年の単発特集号）が含まれる。『ポピュラーサイエンス』は1872年に創刊された。30以上の言語に翻訳され、少なくとも45カ国に配信されている

## 創刊
1872年5月にエドワード・L・ユーマンスによって、『月刊ポピュラーサイエンス』(Popular Science Monthly)として、教育を受けた一般人に科学的知識を広めるために創刊された。ユーマンスは以前に週刊誌『アップルトンズ・ジャーナル』(Appleton's Journal)の編集者として働いていたことがあり、かつての同僚に新しい雑誌の編集に加わるよう呼びかけた。初期の号は、ほとんどがイギリスの定期刊行物の再掲だった。この雑誌には、チャールズ・ダーウィン、トマス・ヘンリー・ハクスリー、ルイ・パスツール、ヘンリー・ウォード・ビーチャー、チャールズ・サンダース・パース、ウィリアム・ジェームズ、トーマス・エジソン、ジョン・デューイ、ジェームズ・キャッテルらが寄稿した。エドワードの弟のウィリアム・ジェイ・ユーマンスは、『ポピュラーサイエンス』の創刊に協力し、編集者としても活躍した。1887年のエドワードの死後は編集長になった 。
出版社であるD・アップルトン・アンド・カンパニーは、1900年に経済的な理由でこの雑誌を売却せざるを得なくなった。同年、ジェームズ・キャッテルが編集者となり、1901年には発行者となった。キャッテルは学者としての経歴を持ち、教育を受けた読者向けの記事の出版を続けた。

## 通俗科学誌への変化
1915年までに読者数は減少し、科学雑誌の発行は財政的な課題となっていた。1915年9月号の社説で、キャッテルはこれらの困難を読者に説明し、「ポピュラーサイエンス」という名前を、大衆向けの科学雑誌にふさわしい名前を望んでいたグループに「譲渡」したことを発表した。翌月、購読者には、学術的な伝統を引き継ぐ『サイエンティフィック・マンスリー』(The Scientific Monthly)というタイトルの新しい雑誌が送られることになった。『サイエンティフィック・マンスリー』は1958年に『サイエンス』に吸収された。
「ポピュラーサイエンス」の名称を取得したのはモダン出版社である。この会社は1914年に『エレクトリシャン・アンド・メカニック』(Electrician and Mechanic)誌を買収し、その後2年間でいくつかの雑誌を統合して、大衆向けの科学雑誌にした。この雑誌は短い期間に何度もタイトルを変更した。『モダン・エレクトリックス・アンド・メカニクス』(Modern Electrics and Mechanics)、『ポピュラー・エレクトリシティ・アンド・モダン・メカニクス』(Popular Electricity and Modern Mechanics)、『モダン・メカニクス』(Modern Mechanics)、『ワールズ・アドバンス』(World's Advance)である。買収後の最初の号である1915年10月号のタイトルは、『ポピュラー・サイエンス・マンスリー・アンド・ワールズ・アドバンス』(Popular Science Monthly and World's Advance)だった。巻号は第87巻第4号と『ポピュラーサイエンス』のものを引き継いでいたが、内容は『ワールズ・アドバンス』のものだった。新しい編集長は『サイエンティフィック・アメリカン』の元編集長であるヴァルデマー・ケンプフェルトだった。
月刊『ポピュラーサイエンス』の変化は劇的だった。かつては100ページの8～10本の記事を掲載する学術誌であり、写真やイラストは10～20枚程度だった。新しいバージョンでは、何百もの短い読みやすい記事と何百もの図版が掲載される通俗科学誌となった。編集長のケンプフェルトは、雑誌の対象とする読者を「科学の世界について何かを知りたいと思っている職人やホビイスト」に定めた。発行部数は初年度で倍増した。
1935年から1949年にかけて、パラマウント映画の映画『ポピュラーサイエンス』シリーズのスポンサーになった。

## 最近の歴史
ポピュラーサイエンス出版社は、1967年にロサンゼルスに本社を置くタイムズ・ミラー社に買収された。2000年、タイムズ・ミラー社はシカゴを拠点とするトリビューン・メディア社と合併し、翌年にはタイムズ・ミラーの雑誌をタイム社 (当時はタイムワーナーの子会社)に売却した。2007年1月25日、タイムワーナーは、この雑誌をボニア・コーポレーションに売却した。
2016年1月、144年間の月刊誌発行から、隔月発行に切り替えた。2018年9月には季刊誌になることが発表された。

## 出版社
| 年        | 出版社                                               |
| --------- | ---------------------------------------------------- |
| 1872–1900 | D・アップルトン・アンド・カンパニー                  |
| 1900–1901 | マクルーア・フィリップス・アンド・カンパニー         |
| 1901–1915 | サイエンス・プレス                                   |
| 1915–1924 | モダン出版社                                         |
| 1924–1967 | ポピュラーサイエンス出版社                           |
| 1967–1973 | ポピュラーサイエンス出版社（タイムズミラーの子会社） |
| 1973–2000 | タイムズ・ミラー社                                   |
| 2000–2007 | タイム社                                             |
| 2007–     | ボニア・コーポレーション                             |

出典: American Mass-Market Magazines The Wall Street Journal and New York Post.

## 過去に出版された版の閲覧
グーグルブックスは創刊号から2009年までに出版されたすべての版を公開していて無料で閲覧できる。

## 日本語版
日本では、異なる出版社から何度か日本語版が発行された。日本語版はイブニング・スター社から1947年11月から1960年代まで、ダイヤモンド社から1981年11月から1984年3月、トランスワールドジャパンから2000年12月号から2006年3月まで発行された。